# Дубники (Марий Эл)
Дубники (мар. Памашсола) — деревня в Сернурском районе республики Марий Эл Российской Федерации. Входит в состав и является административным центром Дубниковского сельского поселения.
Численность населения — 170 чел. (2010 год).

## География
Дубники располагаются в 5 км на север от административного центра Сернурского района — пгт Сернур. К востоку от деревни проходит автодорога Советск — Сернур (участок дороги Киров — Сернур).

## История
Деревня упоминается в источниках 1869 года с населением 149 человек. В 1884 году — 37 ревизских душ.
Название деревни указывает на расположение среди дубрав, марийское название Памашсола — на расположение рядом с родником.
В 1921 году с образованием Марийской автономной области деревня вошла в состав Шукшиерского сельсовета Сернурского кантона. Население на тот момент — 137 человек. В 1925 году — 179 человек, по национальности — марийцы.
В 1929 году в деревне открылась школа с обучением на марийском языке, в 1938 году — трахоматозный пункт.
В 1931 году жители образовали коллективное хозяйство «Тумер». В 1950 году колхоз укрупнён в хозяйство «Трактор». В 1961 году деревня входила в состав колхоза «Коммунар». В 1966 году образован Дубниковский сельсовет, центром которого стали Дубники.
В 1998 году построено новое здание школы по типовому проекту.

## Население
| 2002 | 2010 |
| ---- | ---- |
| 144  | ↗170 |

## Современное положение
В деревне располагается администрация сельского поселения. Работает фельдшерско-акушерский пункт, сельский дом культуры, библиотека — филиал сернурской библиотечной системы, магазин.
В 2015 году закрыта Дубниковская начальная общеобразовательная школа.
В 1987 году в деревне установлен обелиск воинам, погибшим в годы Великой Отечественной войны (автор — Максимов М. А.).